# Figueira Centenária
Figueira Centenária é um exemplar de figueira situado na Rua Padre Luiz Alves de Siqueira Castro, 542, em Santana de Parnaíba. Foi tombada pela Prefeitura Municipal de Santana de Parnaíba, em 7 de dezembro de 1987.
A Figueira que já estava com partes de seu caule em decomposição caiu na madrugada do dia 9 de janeiro. Sua idade estava estimada entre 380 e 450 anos.